# Nørre Vejrup
Nørre Vejrup is een plaats in de Deense regio Zuid-Denemarken, gemeente Esbjerg, en telt 741 inwoners (2007).